# Reliefvasen von Hüseyindede
Die Reliefvasen von Hüseyindede wurden bei Grabungen am Hüseyindede Tepesi beim Dorf Yörüklü in der türkischen Provinz Çorum gefunden. Es kamen Reste von vier hethitischen Vasen zutage. Zwei davon waren nahezu vollständig und konnten restauriert werden. Sie sind im Archäologischen Museum Çorum ausgestellt.

## Erforschung
Bei Ortsbegehungen durch die türkischen Archäologen Tunç Sipahi und Tayfun Yıldırım 1996 wurden am Südsporn des Berges Hüseyindede Tepesi an der Oberfläche unter anderem Scherben von hethitischen Gefäßen gefunden. Bei einer Notgrabung 1997 und weiteren regulären Grabungen ab 1998 in Zusammenarbeit mit dem Museum in Çorum kamen neben Fragmenten von Tonkrügen auch Teile von vier verschiedenen althethitischen Reliefvasen ans Licht. Zwei davon fanden sich in einem Lagerraum eines ausgegrabenen Gebäudes, die anderen beiden unter dem umliegenden Schutt. Sie wurden im Museum restauriert. Die kleinere Vase B, die über einen umlaufenden Bildfries verfügt, wurde 2000 von Sipahi publiziert, während die Restaurierung der zweiten, als Vase A bezeichneten, die mit vier Friesen ausgestattet ist, noch andauerte. Sie wurde schließlich 2002 von Yıldırım auf dem hethitologischen Kongress in Ankara vorgestellt.

## Reliefvasen
Vasen mit Relieffriesen sind aus althethitischer Zeit schon seit den Ausgrabungen von Boğazköy, der Hauptstadt Ḫattuša, bekannt. Fragmente sind außerdem aus Alişar, Alaca Höyük, Eskiyapar, Kabaklı, Elbistan-Karahöyük und Kaman-Kalehöyük bekannt. Sie werden allgemein in die Frühzeit des Hethiterreiches, ins erste Viertel des 2. Jahrtausends v. Chr. datiert. Die einzigen rekonstruierbaren Exemplare sind eine vierfriesige Vase aus İnandıktepe, die im Museum für anatolische Zivilisationen in Ankara zu sehen ist, und ein drei Friese zeigendes Bruchstück aus Bitik. Allen gemeinsam sind die dargestellten Motive, kultische Handlungen, Opferszenen und Festlichkeiten mit Akrobaten, Tänzern und Musikern und ist somit ein wichtiges bildliches Zeugnis für hethitische Musik und Religion.

## Beschreibung
Dem Ton der Vasen ist, typisch für althethitische Keramik, Goldglimmer zugesetzt. Sie sind auf der Töpferscheibe erstellt. Nach Fertigstellung der Vase wurden aus qualitätvollerem Ton die Figuren hergestellt und auf die Friesfläche aufgeklebt. Diese wurde zur besseren Haftung eingekerbt. Die verwendeten Farben sind rot, schwarz und cremefarben.
Von einer Vase vom Bitik-İnandık-Typ, das heißt mit vier Bildreihen, sind drei Teilstücke erhalten, die eine männliche Figur, wohl einen Koch, und zweihenklige Kochtöpfe zeigen, wie sie aus der Zeit der assyrischen Handelskolonien (Karum-Zeit) und aus hethitischer Zeit bekannt sind. Auf den Bruchstücken einer zweiten Vase vom gleichen Typ sind eine Gottheit, ein Löwe und andere Figuren abgebildet. Die beiden restaurierten Gefäße werden als Vase A und Vase B bezeichnet.

### Vase A

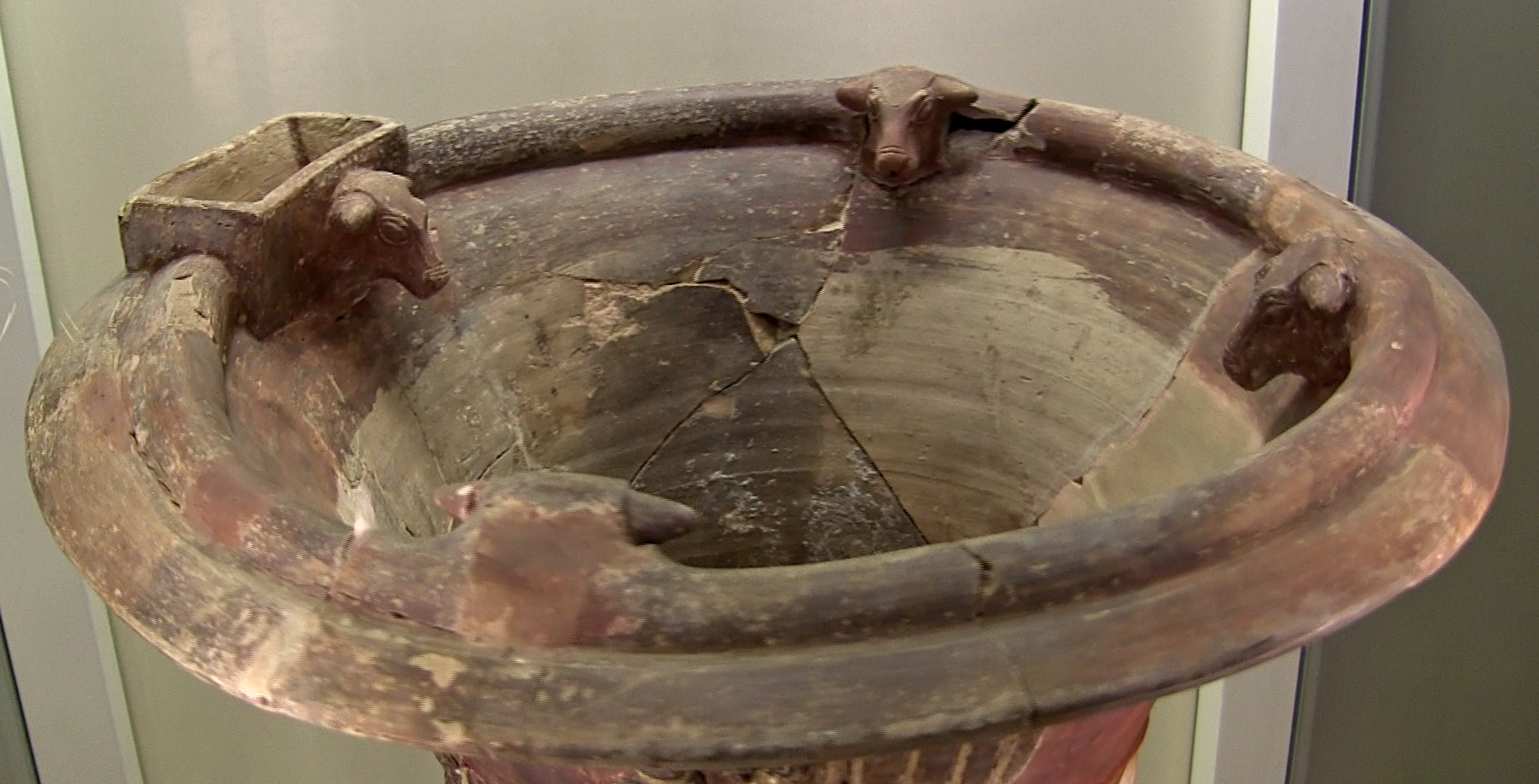
Stierköpfe am oberen Rand

Vase A ist vom genannten Typ mit vier Figurenreihen. Sie hat vier Henkel bei einer Höhe von 86 und einem Durchmesser von 50 Zentimetern. Dies scheinen die Standardmaße für die Vasen dieses Typs gewesen zu sein. Um den oberen Rand läuft eine Röhre, unterbrochen von einem Becken und vier Stierkopf-Protomen. In das Becken konnte im Zuge von Opferzeremonien Flüssigkeit gegossen werden, die durch die Stiermäuler ins Innere des Gefäßes floss. Auch diese Vorrichtung ist typisch für den Bitik-İnandık-Vasentyp, sie ist bereits von Rhyta aus Kültepe bekannt.
Die beiden unteren Bildstreifen sind durch die Henkel in vier Szenen getrennt. Die unterste Reihe zeigt vier abwechselnd nach links und rechts gewandte Stiere mit zum Angriff gesenktem Kopf. Sie werden üblicherweise dem lokalen Wettergott zugeordnet. Ihre dynamische Körperhaltung ist einzigartig in der hethitischen Ikonografie dieser Zeit, im Gegensatz zu anderen Darstellungen, wo sie zur Opferung geführt oder vorbereitet werden. Sie bilden eine stützende Basis für die darüberliegenden Szenen, wie es beispielsweise auch von Siegelabdrücken, von einer Bronzeplatte aus Alaca Höyük oder einer Elfenbeinplatte aus Megiddo bekannt ist. Die vier Szenen der zweiten Bildreihe zeigen eine zu einem Gott schreitende Opferprozession. Auf den ersten drei Bildern werden vermutlich ein Rehbock, dann ein Hirsch und ein Schafbock gebracht. Reh und Hirsch werden jeweils von einer männlichen Person mit kurzem Rock am Strick geführt, der Schafbock von einem seitlich gehenden Mann. Davor sind zwei weitere Männer, wohl Priester, in Gebetshaltung zu sehen. In der vierten Szene ist rechts der Gott auf einem Stuhl mit Lehne abgebildet, davor ein weiterer Adorant sowie ein Musiker mit einer Leier. Eine ähnliche Szene ist auf der Vase von İnandık zu sehen, dort allerdings ist der durch einen Stier symbolisierte Wettergott der Angebetete, sehr ähnlich dem Relief der Othostatenreihe von Alaca Höyük.
Der dritte Fries, der breiteste und am besten ausgearbeitete, stellt wiederum eine Prozession dar, die sich hier auf einen Tempel und einen Altar zubewegt. Die Lehmziegel des Tempelbaus sind in verschiedenen Farben dargestellt. Objekte auf dem Dach sind möglicherweise als Altäre zu deuten, Yıldırım schlägt alternativ Dekorationsobjekte oder ein Geländer vor. Rechts des Tempels steht ein Altar, der erneut an die Orthostaten von Alaca Höyük erinnert. Von links schreiten mehrere Personen auf das Gebäude zu. Der hinterste ist ein Musikant, der ein Zupfinstrument, ähnlich der türkischen Saz spielt. Vor ihm geht eine Frau mit einem Paar Becken in der Hand. Davor sind drei Frauen mit Kultobjekten in den Händen. Die Gegenstände der beiden linken können nicht gedeutet werden, das der vorderen hält Yıldırım für eine tragbare metallene Kohlepfanne, wie sie in hethitischen Texten im Zusammenhang mit religiösen Handlungen erwähnt wird. Angeführt wird die Prozession von zwei männlichen Schwertträgern. Bemerkenswert ist die letzte Szene im dritten Fries, rechts des Altars. Abgebildet sind zwei weibliche Figuren, die sich auf einem Bett gegenübersitzen sowie ein danebenstehender Mann, der eine Schale hochhält. Die rechte Frau scheint der anderen beim Schmücken oder Schminken zu helfen. Die linke, schwarzgekleidete, stellt vermutlich eine Göttin oder die Königin dar. Eine genannte Deutungsmöglichkeit wäre ein Zusammenhang mit einer Heiligen Hochzeit. Dann wäre der Stehende der Bräutigam, König oder Gott. Über die Identität der Dargestellten kann bisher wegen des Fehlens von bestimmenden Attributen nur spekuliert werden. Nach einer anderen Lesart wäre die linke Figur eine Skulptur, ebenso wie eine weitere auf einem Karren sitzende Figur im obersten Fries. In Texten wird berichtet, dass Statuen in Tempeln zu zeremoniellen Anlässen geschmückt und in Prozessionen mitgeführt wurden.
Vom vierten, obersten Fries der Vase, der wiederum eine Prozession zeigt, fehlen einige Bruchstücke. Zu erkennen ist ein Ochsenkarren, auf dessen hinterer Ladefläche zwei Personen, ein Priester und eine Göttin – oder die oben erwähnte Skulptur – transportiert werden. Der Mittelteil des Wagens, auf dem unter einer Plane wohl Kultgegenstände verborgen sind, fehlt. Rechts sind der Kopf des Zugtieres mit den Hörnern und die Deichsel zu sehen, die von einem führenden Mann gehalten wird. Die weiteren Figuren dieser Reihe stellen Musikanten dar, zwei Männer, die die Laute spielen, eine Frau mit Paarbecken und eine Tänzerin. Eine männliche Figur, die ein köcherartiges Gebilde auf dem Rücken trägt, ist unvollständig erhalten.

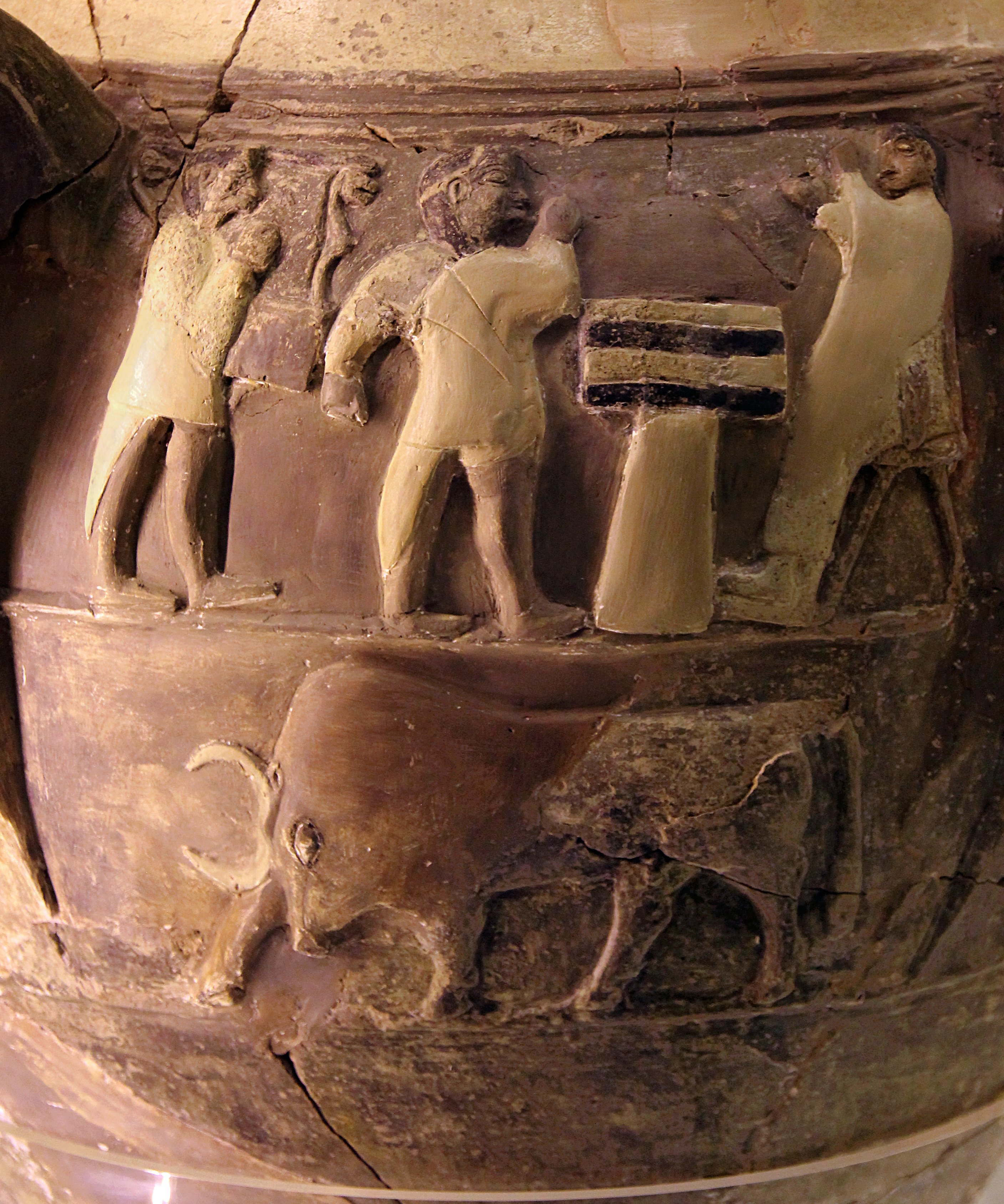
Lyraspieler, Adorant, Altar und sitzender Gott, unten ein Stier
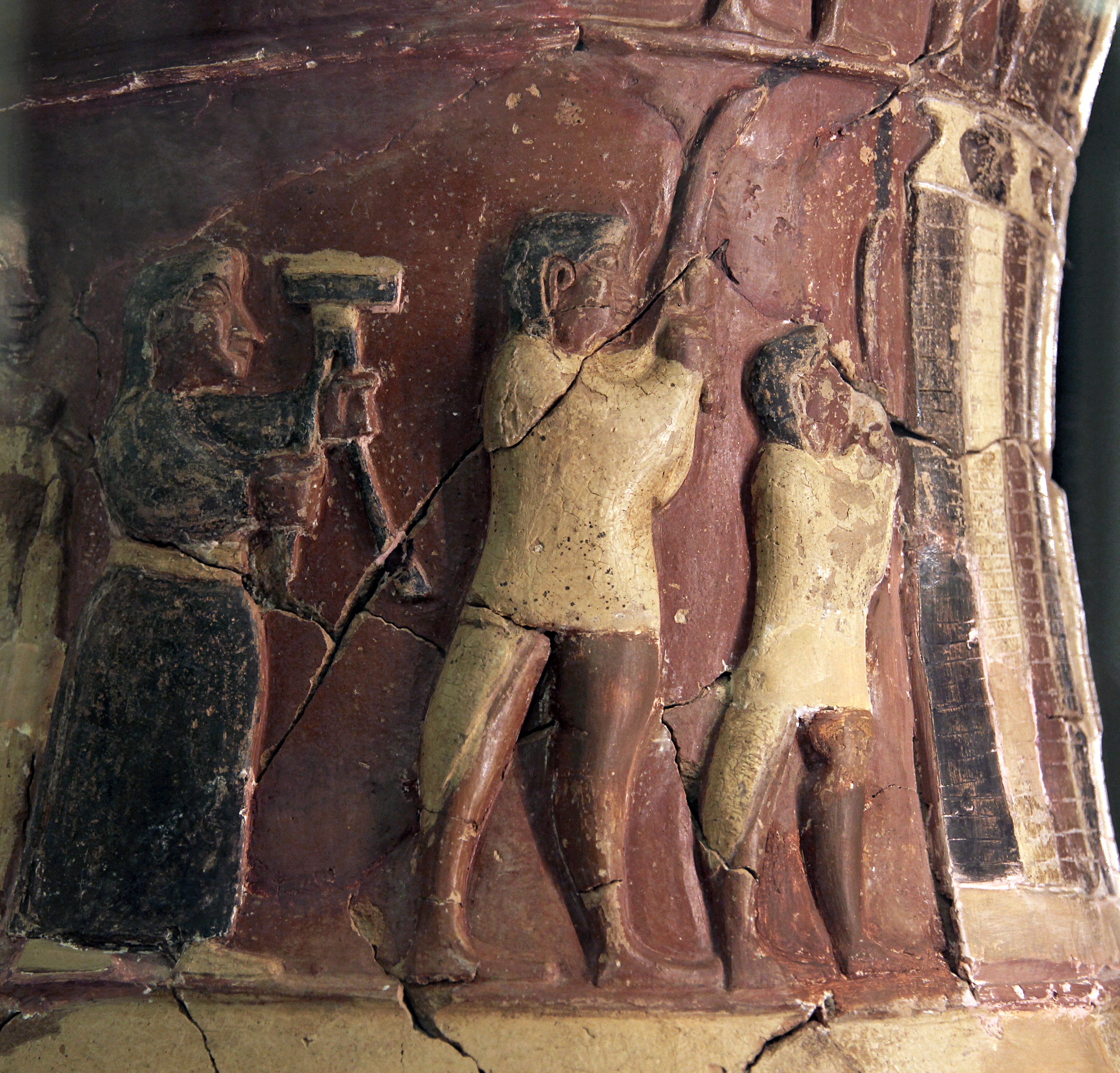
Frau mit Kohlenpfanne und Schwertträger
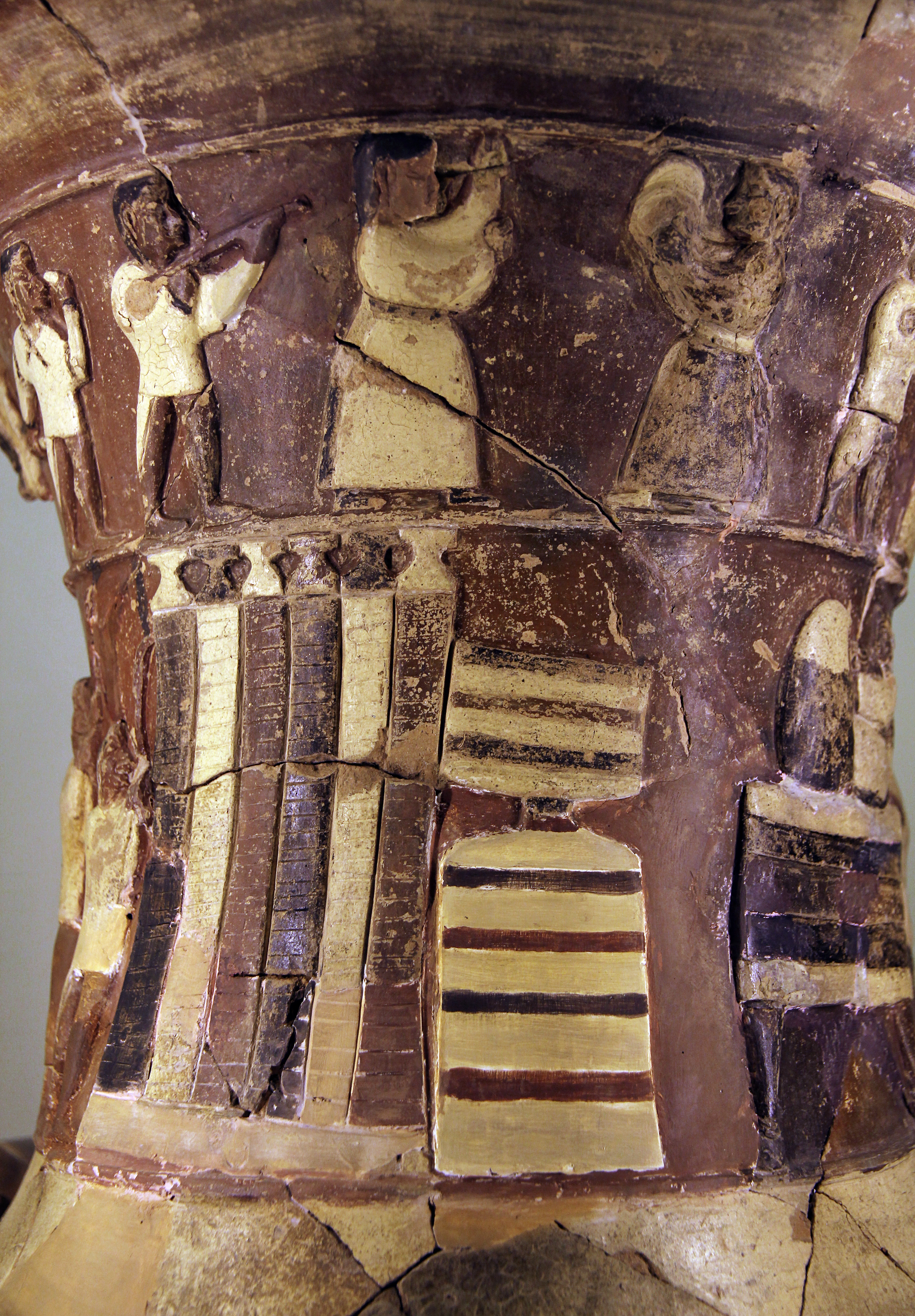
Tempel und Altar, oben Musikanten
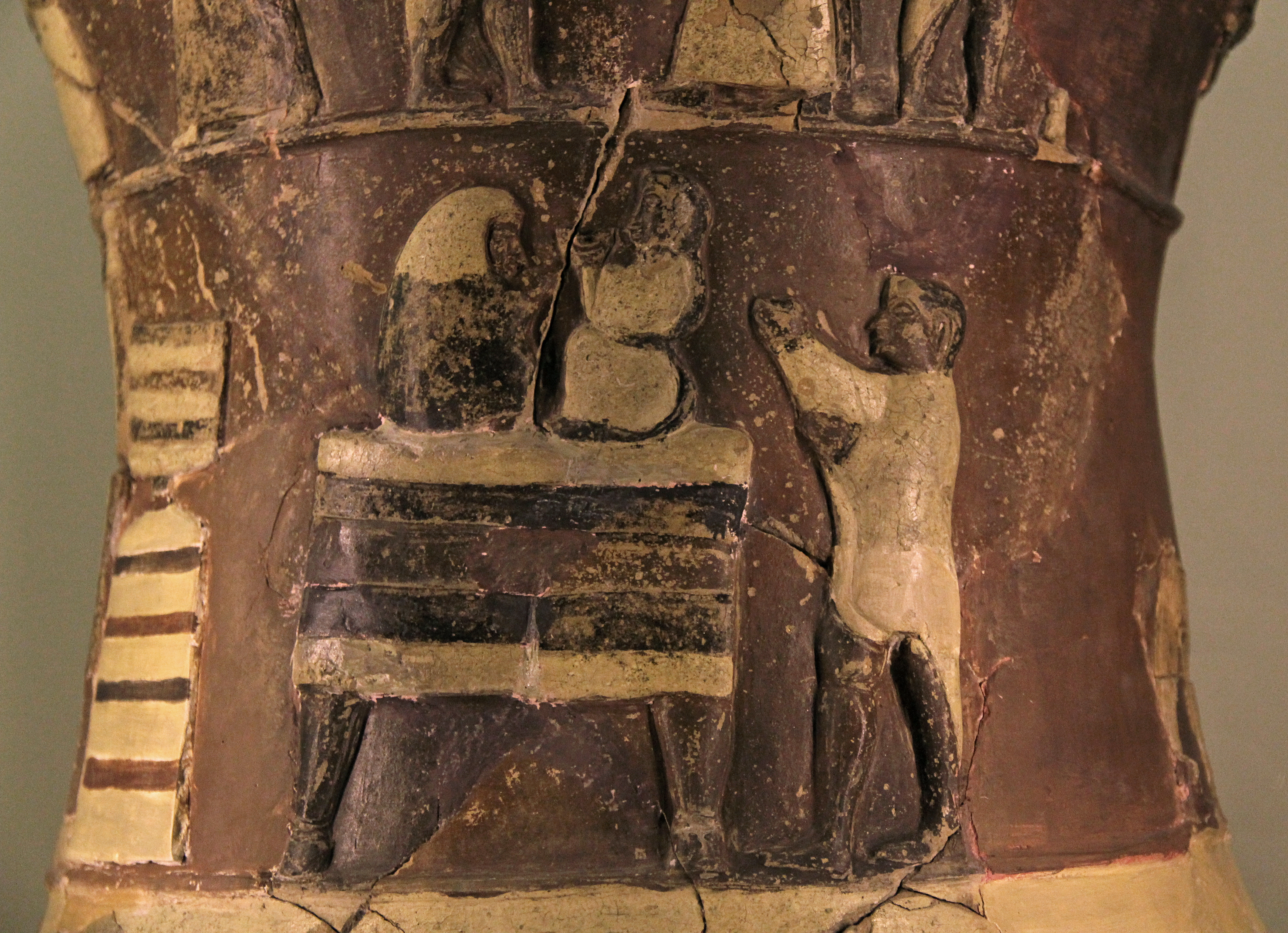
Bettszene

### Vase B

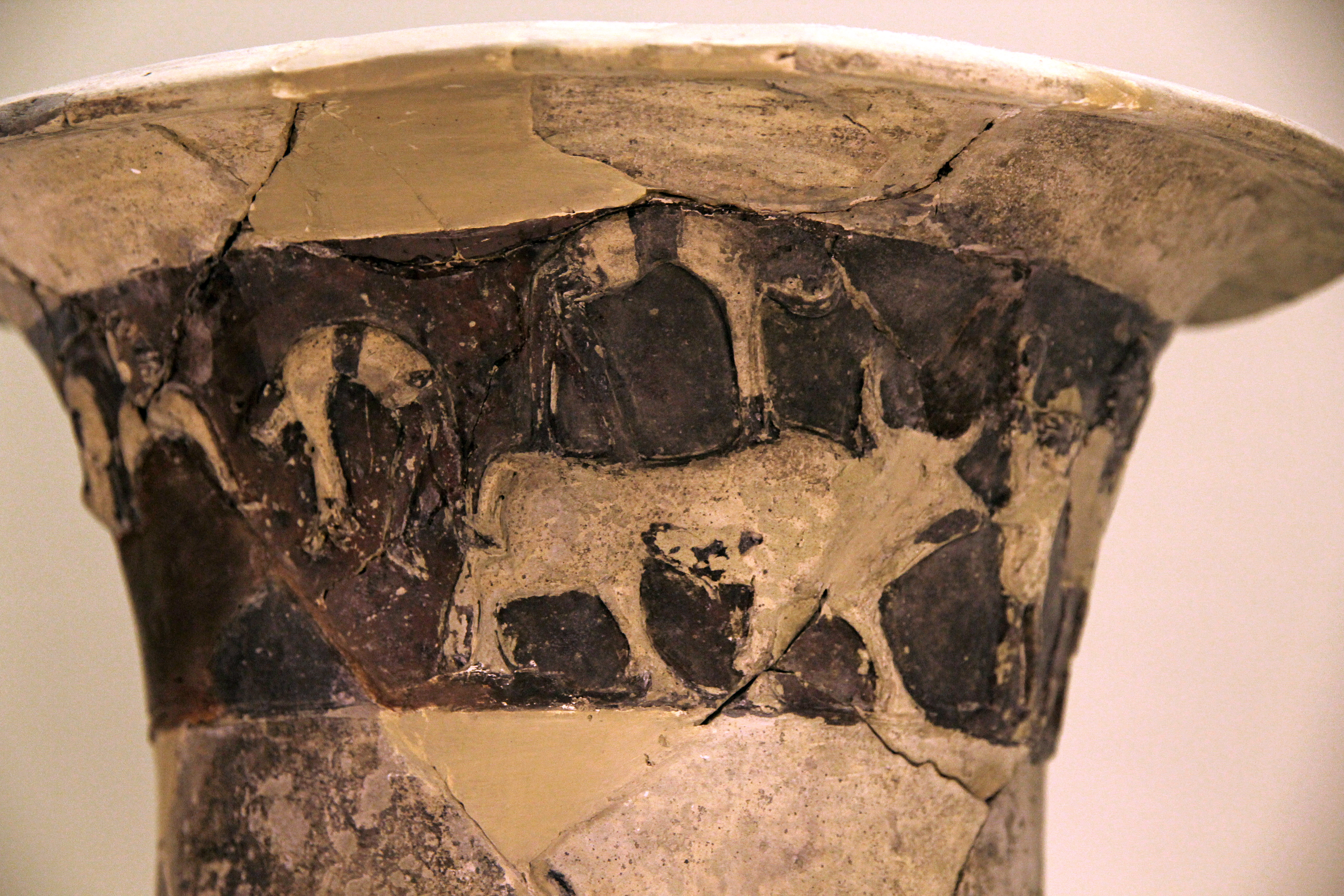
Stiersprungszene

Mit einer Höhe von 52 Zentimetern ist die henkellose Vase B kleiner und hat nur einen, um den Hals umlaufenden Fries. Da Teile der bereits zerstörten Vase von einem Brand in Mitleidenschaft gezogen wurden, haben sich ihre Farben verändert. Die ursprünglich rote und cremefarbene Bemalung hat dunklere Braun-, Rot- und Schwarztöne angenommen. Lediglich an einem Fragment des Frieses, einer Frau mit Becken, sind die Originalfarben erhalten. Der Bildstreifen zieht sich unter dem ausladenden Rand mit einer Höhe von 7 bis 7,5 Zentimetern und einem Umfang von 52 Zentimetern um das Gefäß. Er zeigt als Hauptthema eine Akrobatikszene, die von Musikern und Tänzern begleitet wird.
Nach der üblichen Auffassung sind als linker Anfang der Gesamtszene zwei frontal dargestellte Frauen anzusehen. Sie tragen lange, ausladende und um die Hüfte verzierte Gewänder und halten sich an den Händen. Sipahi deutet sie als Tänzerinnen, die einen Rundtanz aufführen, vergleichbar mit dem heute in der Osttürkei verbreiteten Halay. Ihnen folgen eine Frau und ein Mann, die Becken spielen. Dieses Instrument, das unter anderem von Hans Gustav Güterbock mit den galgaturi aus hethitischen Texten gleichgesetzt wird, ist ein häufiges Motiv in hethitischer Bildkunst und speziell auf Reliefvasen. Ungewöhnlich ist, dass hier sowohl Frauen als auch Männer die Becken schlagen. Die nächste Figur ist ein männlicher Musikant mit einer Langhalslaute. Auch dieses heute Saz genannte Instrument taucht auf den bekannten althethitischen Vasen häufig auf. Die beiden folgenden unvollständigen männlichen Figuren halten Becken in den Händen und sind in der Hocke dargestellt. Aus der Beinstellung kann geschlossen werden, dass sie sich in einer Tanzbewegung befinden. Nach einem weiteren, stehenden Beckenspieler, von dem nur ein Teil des Kopfes und die Hände mit den Becken erhalten sind, folgt die Hauptszene dieses Frieses. 
Diese zentrale Szene zeigt drei Akrobaten, die über einen Stier springen. Der Stier steht nach rechts gerichtet und wird von einem einzelnen Mann am Halfter gehalten. Dieser hält einen Gegenstand in der rechten Hand, möglicherweise gibt er damit den Takt für die Darbietungen vor. Von dem linken Stierspringer sind nur Arme und Kopf erhalten. Durch Vergleich mit entsprechenden Bildern auf Vasen aus İnandık und Boğazköy kann angenommen werden, dass er im Moment des Sprunges gezeigt ist. Ein zweiter Mann ist im Moment eines Rückwärtssaltos zu sehen, wobei er sich mit einem Fuß am Hinterteil des Tieres abstößt. Der dritte Künstler schlägt auf dem Rücken des Stieres eine Brücke. Da die Positionen der drei Springer sehr unterschiedlich sind, kann wohl ausgeschlossen werden, dass es sich um drei Phasen eines Sprunges handelt. Vielmehr sind gleichzeitig stattfindende Aktionen dargestellt, bei denen Artisten oder Tänzer ihre Vorführungen auf und um einen ruhig stehenden Stier vollziehen. Darin unterscheidet sich die althethitische Darstellung von den minoischen Stiersprung-Motiven, die hauptsächlich aus Knossos bekannt sind. Im Gegensatz zu den eher sportlichen Übungen im ägäischen Kulturkreis, bei denen das Tier in vollem Lauf von vorn oder seitlich übersprungen wurde, sieht man hier eine kultische Darbietung auf und neben einem ruhig stehenden Stier.